# Juan Eusebio Nieremberg
Juan Eusebio Nieremberg y Otin (Madrid, 9 settembre 1595 – Madrid, 7 aprile 1658) è stato uno scrittore spagnolo.

## Biografia
Juan Eusebio Nieremberg nacque a Madrid nel 1595 da genitori tedeschi, ferventi cattolici, venuti in Spagna al servizio di Donna Isabella moglie di Carlo V. Fatti i primi studi a Madrid nel Collegio imperiale dei gesuiti, proseguì quelli superiori di leggi e sacri canoni ad Alcalá de Henares e a Salamanca. A 19 anni, vincendo l'ostinata opposizione del padre, entrò nella Compagnia di Gesù, e vi fece la prima professione il 3 aprile 1616. La sua opera di scrittore religioso si riconnette direttamente a quella dei grandi mistici di cui fu ricca la letteratura spagnola nella seconda metà del Cinquecento.
Numerose sono le sue opere in latino e in castigliano: queste in una lingua sempre pura ed elegante, in uno stile che, se spesso appare frondoso ed esuberante, è tuttavia facile e piano, senza quelle sottigliezze di forma e di pensiero comuni nel secolo del concettismo. Capolavoro delle sue opere mistiche è comunemente ritenuto il trattato De la hermosura de Dios y su amabilidad por las infinitas perfecciones del Ser divino (1641), esposizione dell'estetica cristiana, in cui le idee della filosofia platonica circa la bellezza sono applicate alla dottrina cristiana della grazia. L'opera più popolare del Nieremberg è la Diferencia entre lo temporal y eterno, ricca di ingenui riferimenti ad esempi, fatti, aneddoti storicamente inconsistenti, che pure erano ritenuti per verità; più semplice e sobria è la Vida divina y camino real (1633). Oltre che di materia religiosa, il Nieremberg scrisse di storia naturale, di morale pratica, di storia ecclesiastica, biografie (notevoli quelle di Sant'Ignazio e di San Francesco Borgia), di politica, quali la Corona virtuosa e la Virtud coronada: due scritti in cui, sulle orme dei trattatisti italiani e spagnoli, intese foggiare il modello del perfetto principe cristiano e della repubblica bene ordinata.

## Opere

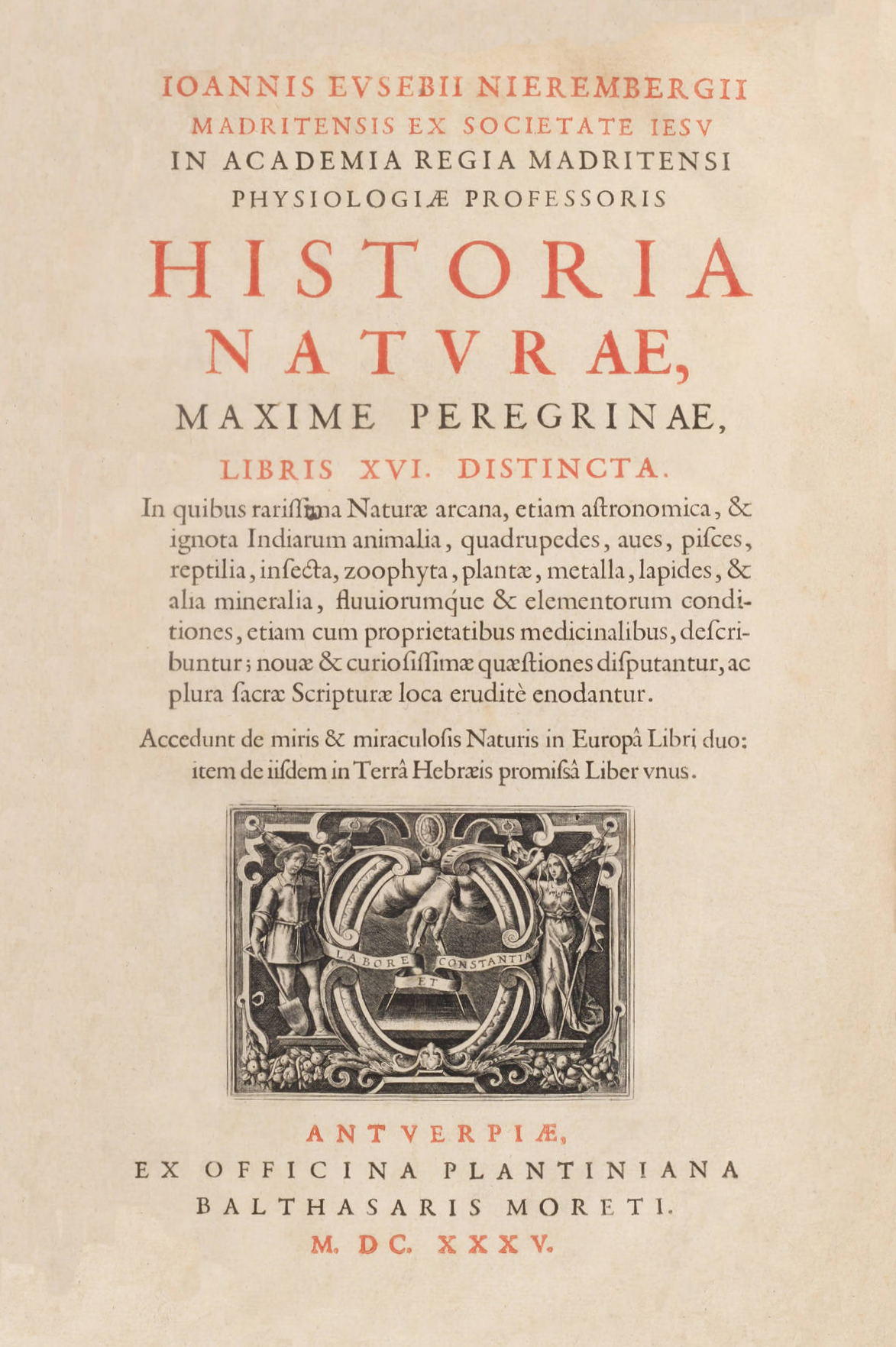
Historia natvrae, maxime peregrinae (libris XVI). 1635.

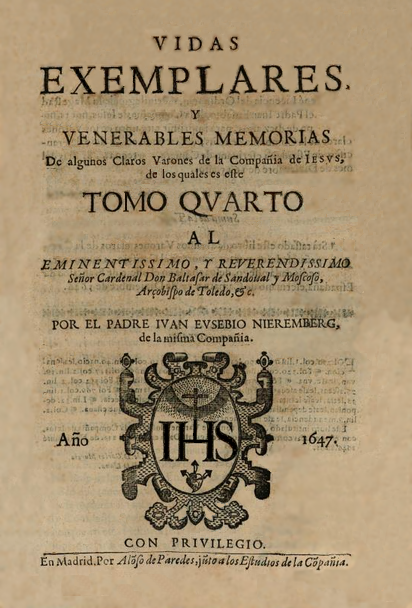
Vidas ejemplares y venerables memorias de algunos claros varones de la Compañía de Jesús (tomo cuarto). 1647.

- Obras y Días. Manual de Señores y Principes; en que se Propone con su Pureza y Rigor la Especulación y Ejecución Política, Económica y Particular de Todas las Virtudes (Madrid, 1628)
- Centuria de dictámenes prudentes (Quiñones, Madrid, 1641).
- Prolusión a la doctrina e historia natural (Madrid, 1629).
- Sigalion sive de sapientia mythica (Madrid, 1629; Lyon, 1642)
- Curiosa Filosofía y cuestiones naturales (Imprenta del Reino, Madrid, 1630)
- Vida del glorioso Patriarca San Ignacio de Loyola (Madrid, 1631)
- De adoratione in spiritu et veritate (Amberes, 1631)
- De arte voluntatis (Lyon, 1631)
- De la afición y amor de Jesús, (1630?; Madrid, 1632)
- De la afición y amor de María... (1630?; Madrid, 1632)
- Vida Divina y Camino Real de Grande Atajo para la Perfección (Madrid, 1633; 1633)
- (LA) Historia naturae, maxime peregrinae, Antwerpen, Officina Plantiniana, 1635.
- Oculta Filosofía, (Barcelona, 1645)
- Curiosa y oculta filosofia: primera y segunda parte de las marauillas de la naturaleza, examinadas en varias questiones naturales... Tercera impression añadida por el mismo autor  (Alcalá: Imprenta de María Fernández, a costa de Juan Antonio Bonet, 1649).
- Libro de la vida de Jesús crucificado, impreso en Jerusalén con su sangre (Barcelona, 1634)
- Historia naturae, maxime peregrinae (Amberes, 1634)
- Trophaea mariana seu de victrice misericordia Deiparae, gefolgt von De virginitate S.S. Dei Matris apologetica dissertatio (Amberes, 1638)
- Del aprecio y estima de la gracia divina, que nos mereció el Hijo de Dios, con su Preciosa Sangre, y Pasión (Juan Sßnchez, Madrid, 1638; Hospital Real y General, Zaragoza, 1640)
- Compendio de la vida del V.P. Martin Gutiérrez (Madrid, 1639)
- De la diferencia entre lo temporal y lo eterno, y Crisol de Desengaños (Madrid, 1640, 1654; Imprenta Real, Madrid, 1675)
- Práctica del Catecismo romano y doctrina cristiana (Diego Díaz de la Carrera, Madrid 1640, 1641; Imp. María de Quiñones, Madrid, 1646)
- Vida del dichoso y venerable Padre Marcelo Francisco Mastrilli (Madrid, 1640)
- Flores espirituales en que se proponen varios puntos muy provechosos para las almas (Madrid, 1640)
- Prodigio del amor divino y finezas de Dios con los hombres (Juan Sánchez, Madrid, 1641).
- De la hermosura de Dios y su amabilidad por las Infinitas Perfecciones del Ser Divino (Juan Sánchez, Madrid 1641)
- Theopoliticus sive brevis illucidatio et rationale divinorum operum atque providentia humanorum (Amberes, 1641)
- Causa y remedio de los males públicos (Francisco de Robles, Madrid, 1642)
- Consuelo de las almas escrupulosas y su remedio, (Madrid, 1642).
- Dictámenes de espíritu (Puebla de Los Ángeles, 1642)
- Tratado sobre el lugar de los Cantares  Veni de Libano  Explicado de la perfección religiosa (Madrid: Francisco Maroto a costa de Francisco de Robles, mercader de libros, 1642)
- Ideas de virtud en algunos claros varones de la Compañía de Jesús, para los Religiosos de Ella (María de Quiñones, Madrid, 1643)
- Doctrinae asceticae sive spiritualium institutionum pandectae (Lyon, 1643)
- Partida a la eternidad y preparación para la muerte, (Madrid, 1643)
- De la devoción y patrocinio de San Miguel (María de Quiñones, Madrid, 1643)
- Corona virtuosa y virtud coronada (Francisco Maroto, Madrid, 1643)
- Del nuevo misterio de la piedra imßn y nueva descripción del globo terrestre (Madrid, 1643)
- Firmamento religioso de lucidos astros en algunos claros varones de la Compañía de Jesús (Quiñones, Madrid, 1644)
- Honor del gran patriarca S. Ignacio de Loyola, fundador de la Compañía de Jesús, en que se Propone su Vida, y la de su Discípulo el Apóstol de las Indias S. Francisco Xavier. Con la Milagrosa Historia del Admirable Padre Marcelo Mastrilli, y las Noticias de Gran Multitud de Hijos del Mismo P. Ignacio, Varones Clarísimos en Santidad, Doctrina, Trabajos, y Obras Maravillosas en Servicio de la Iglesia (Quiñones, Madrid, 1645)
- Vida del Santo Padre Francisco de Borja (Madrid, 1644)
- Partida a la eternidad y preparación a la muerte (Imprenta Real, Madrid, 1645)
- Vidas ejemplares y venerables memorias de algunos claros varones de la Compañía de Jesús, de los Cuales es este Tomo Cuarto (Alonso de Paredes, Madrid, 1647)
- De la constancia en la virtud y medios de perseverencia (Madrid, 1647)
- Epistolas del reverendo Padre Juan Eusebio Nieremberg, Religioso de la Compañía de Jesús. Publicadas pour Manuel de Faria y Sousa, Caballero de la Orden de Cristo, y de la Casa Real (por Alonso de Paredes, Madrid, 1649)
- Devocionario del santísimo Sacramento (Madrid, 1649).
- Cielo estrellado de María (Madrid, 1655)
- Obras cristianas del Padre Juan Eusebio Nieremberg, Tomo I de sus obras en romance (Imprenta Real, Madrid, 1665)
- Obras filosóficas del Padre Juan Eusebio Nieremberg, Tomo III (Imprenta Real, Madrid, 1664)
- Obras cristianas (Lucas Martín de Hermosilla, Sevilla, 1686)
- Vida de Santa Teresa de Jesús (Madrid, 1882)